# Prophantis smaragdina
Prophantis smaragdina is een vlinder uit de familie van de grasmotten (Crambidae), uit de onderfamilie van de Spilomelinae. De wetenschappelijke naam van deze soort is voor het eerst voorgesteld als Pyralis smaragdina door Arthur Gardiner Butler in een publicatie uit 1875.
De soort komt voor in het Afrotropisch gebied waaronder Jemen, Gambia, Sierra Leone, Liberia, Ivoorkust, Ghana, Nigeria, Kameroen, Equatoriaal Guinee, São Tomé en Principe, Gabon, Congo-Brazzaville, Congo-Kinshasa, Eritrea, Ethiopië, Oeganda, Kenia, Tanzania, Angola, Malawi, Mozambique, Zimbabwe, Zuid-Afrika, de Comoren , Madagaskar en Mauritius.